# Czerwień litolowa BK
Czerwień litolowa BK (E180) – organiczny związek chemiczny z grupy barwników azowych. Czerwonawy, syntetyczny barwnik spożywczy. Dostępny w formie soli sodowej lub wapniowej; według portalu Food-Info.net zawiera jony glinu i wapnia. Jest zakazany w niektórych krajach.
Dopuszczalne dzienne spożycie wynosi 1,5 mg/kg ciała.

## Zastosowanie
W przemyśle spożywczym stosuje się go do barwienia jadalnych powłok serów dojrzewających, takich jak edam. Poza tym używany jest również przy produkcji kosmetyków i środków farmaceutycznych.

## Zagrożenia
Może wywoływać typowe dla barwników azowych działanie niepożądane, a także katar sienny, problemy żołądkowo-jelitowe oraz bezsenność.